# 会津高原南郷スキー場
会津高原南郷スキー場（あいづこうげんなんごうスキーじょう）は、福島県南会津郡南会津町にある町営のスキー場である。正式名称は南会津町会津高原南郷スキー場。指定管理者制度に基づき、町が出資する第三セクターの「みなみやま観光株式会社」が管理・運営している。

## 概要
スキー場という名称だが、過半数がスノーボード客である。スノーボード黎明期から、スノーボードの受け入れに積極的で、ハーフパイプやキッカーなどの設備がある。ハーフパイプのオープンは日本国内でもトップクラスの早さがある。2022年北京オリンピック金メダリストの平野歩夢も小学生時代に練習に通っていた。
ゲレンデ数11、リフト3本の設備である。決して大規模なスキー場ではないが、アクセスの悪さをものともせず腕自慢のスノーボーダーが集まる。近隣の会津高原高畑スキー場がスキーをメインとするのと対照的である。山頂からは伊南川の雄大な流れを見下ろせる。
スキー場スタッフの大半が南郷地域の特産物である南郷トマトの生産にかかわっており、レストランでは南郷トマトを使ったオリジナルメニューが提供される。

## 沿革
南郷村と浦和市との姉妹提携をきっかけに、1976年（昭和51年）12月オープン。初年度は第1〜第3リフトが運転開始し、その後の拡張整備により1985年度末には敷地65 ha、ゲレンデ31 ha、リフト5基、ロープトウ2基、ロッジ1棟、カレーハウス1棟、第1ハウス1棟の構成となった。2004年度の入込客数は約76,000人。
2013年7月より株式会社マックアースリゾート福島が指定管理を受託した。2019年4月、マックアースが指定管理撤退を申し入れたため、8月からまた株式会社みなみあいづ（旧みなみやま観光株式会社）の指定管理となった。

## オープン時期
例年、12月の後半から、翌3月の最終週末まで滑走可能。
ハーフパイプ、パークもこの期間ほぼオープンしている。

## 周辺
徒歩圏内にさかい温泉会津高原星の郷ホテルや、浦和市が設置した片貝温泉ホテル南郷がある。他にも南郷地域には民宿が複数ある。

## 交通アクセス
東北道・西那須野塩原ICから国道400号、121号、289号で約78キロメートル。
最寄駅は会津鉄道の会津田島駅であり、浅草方面からの東武鉄道・野岩鉄道の特急、急行も乗り入れるが、同駅からのバスはシーズンにより運行されないので注意が必要。会津田島駅からの近接の路線としては会津バス内川線（42系統）を利用して山口営業所で下車し、そこから５kmほど歩く必要がある。本数も少ないこともあり特に冬季は現実的でない。
新潟県の関越道・魚沼ICからの国道252号経由の経路は、途中の六十里越が冬季通行止めになるので利用できない。
「バスも無い」「電車も無い」「高速道路も超遠い」という自虐が行われていたこともある。